# فرانک بوت
فرانک بوت (به انگلیسی: Frank Booth) بازیکن فوتبال زادهٔ ۱۸۸۲ اهل انگلستان بود که سابقهٔ بازی در تیم ملی فوتبال انگلستان را در کارنامهٔ خود دارد. وی در تاریخ ۲۵ فوریه ۱۹۰۵ تنها بازی ملی خود را در مقابل تیم ملی فوتبال ایرلند انجام داد.